# جزيرة هانتو الشرقية
جزيرة هانتو الشرقية وهي جزيرة من جزر إندونيسيا، وتقع في إقليم جاكارتا، في بولاو سيريبو ضمن شمال الجزر الألف.